# 天白公園
天白公園（てんぱくこうえん）は愛知県名古屋市天白区にある名古屋市立の都市公園。

## 概要
天白区のほぼ中央に位置しており、大根池・大根川を取り囲む3つの小山を含む総面積26.5ヘクタールの総合公園。1958年（昭和33年）2月15日に都市計画決定され、1990年（平成2年）に開園した。
山は雑木林になっており、東側の山中には広国押武金日命を祀る中山神社の社がある。大根池の南側は芝生の広場などが整備され、大型の遊具のほかバーベキューが楽しめるデイキャンプ場や、てんぱくプレーパークが設置されている。大根池は農業用ため池として作られたが、周辺の宅地化もあって現在では治水目的で管理運用されており、秋から冬にかけては渡り鳥も飛来する。
敷地内には1978年（昭和53年）から名古屋市天白プールが置かれていたが、2009年（平成21年）3月をもって廃止された。

### デイキャンプ場
野外卓と炉を20基（Aゾーン12基、Bゾーン8基）備えたデイキャンプ場で、1995年（平成7年）4月にオープンした。Aゾーンは予約手続き無し・無料で利用できる。Bゾーンは団体予約の状況によっては利用可能となっている。

### てんぱくプレーパーク
公園内の雑木林の一角にあるプレーパークで、1998年（平成10年）4月にオープンした。毎週火曜日 - 金曜日と毎月第2日曜およびその前日に活動する常設型プレーパークで「てんぱくプレーパークの会」が運営している。

## ギャラリー

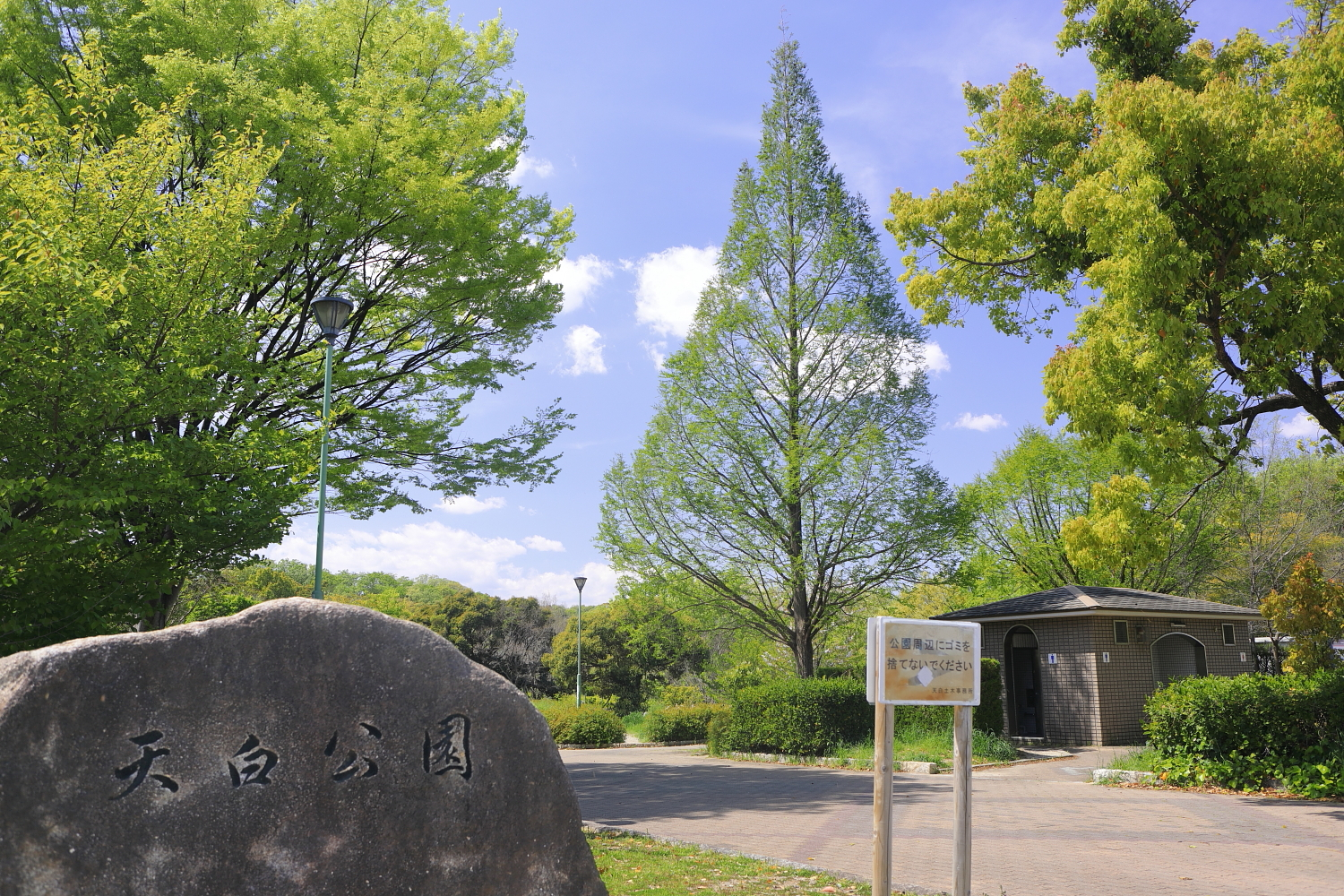
天白公園 （2021年（令和3年）4月）
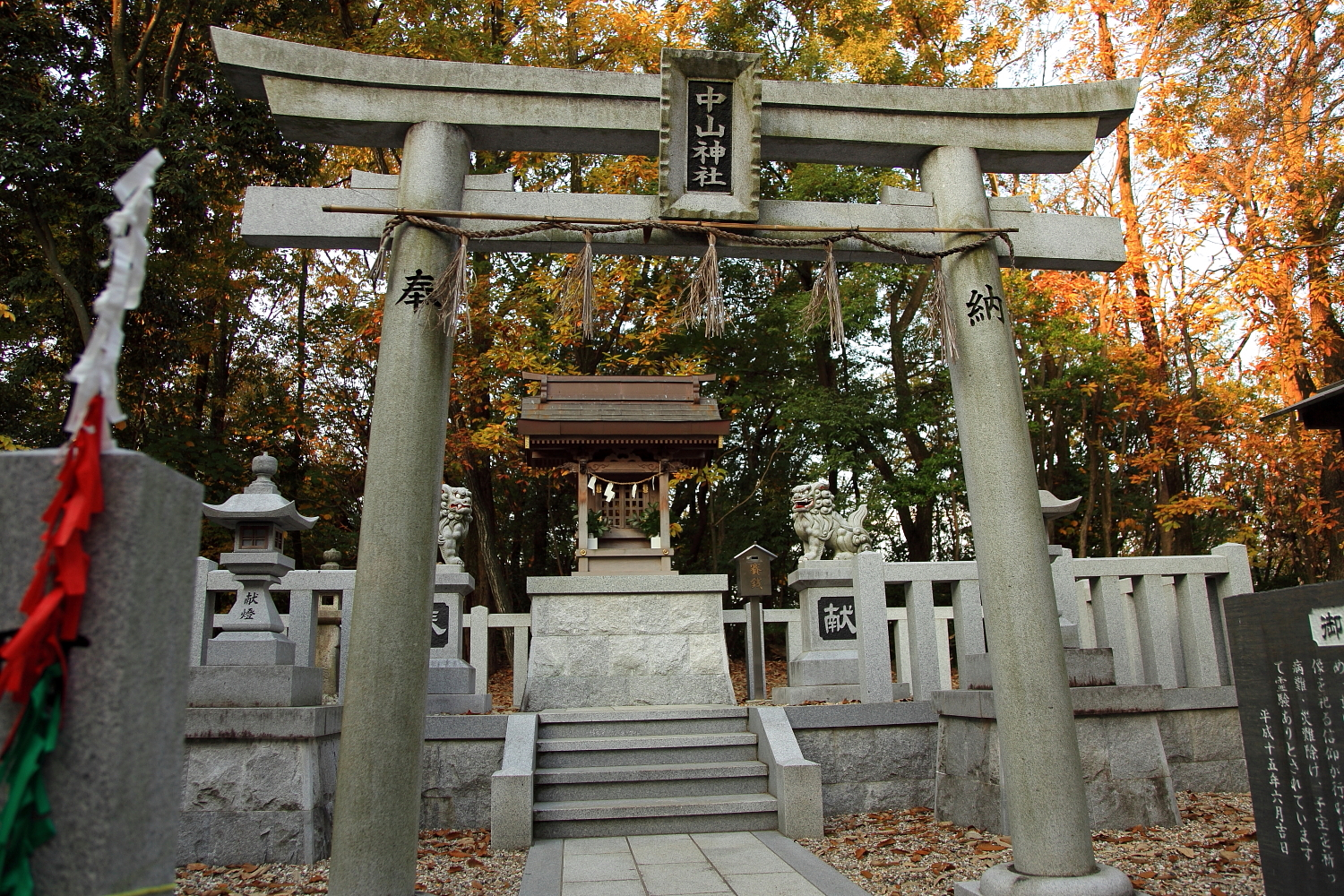
中山神社 （2010年（平成22年）11月）
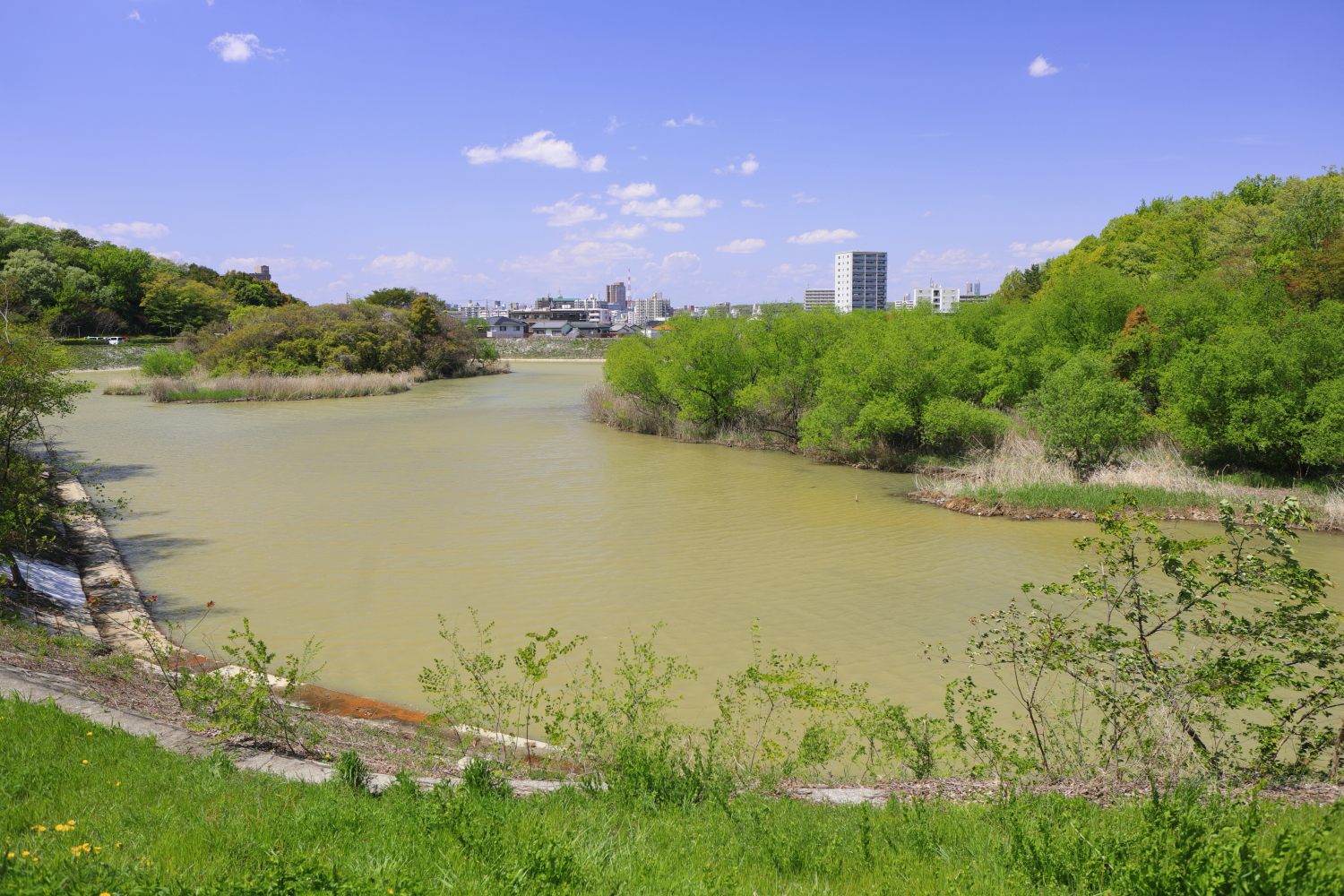
大根池 （2021年（令和3年）4月）

## アクセス

### 公共交通機関
- 名古屋市営地下鉄鶴舞線
  - 植田駅から
    - 名古屋市営バス：天白巡回（右回り・左回り） -「天白公園」バス停下車。

  - 原駅から
    - 名古屋市営バス：幹線原1号・原11号・原12号・平針12号・徳重13号系統 -「平針南住宅」バス停下車。

### 自家用車
- 愛知県道221号岩崎名古屋線・溝口交差点を南進、約300メートル（北駐車場）。

## 周辺の施設
- 名古屋市立原小学校
- 名古屋市立原中学校
- 名古屋市立しまだ小学校
- 名古屋市立天白中学校
- 荒木集成館
- 東海学園高等学校
- 東海学園大学名古屋キャンパス